# Gazela-de-speke
A gazela-de-speke (Gazella spekei), a menor espécie de gazela, está restrita às pradarias semiáridas do Chifre da África. É uma espécie de bovídeo, da subfamília Antilopinae e tribo Antilopini.